# Bruno Platter
P. Bruno Platter OT (* 21. března 1944, Unterinn, část Rittenu, Autonomní provincie Bolzano, Itálie) je italský duchovní a řeholník, který byl v letech 2000 – 2018 generálním opatem a velmistrem Řádu německých rytířů, kterého v roce 2018 vystřídal Frank Bayard. 